# Віттокіанська бібліотека
Віттокіанська бібліотека (лат. Bibliotheca Wittockiana) – музей книги, розташований в передмісті Брюсселя Волюв-Сен-П'єрр.

## Історія
Приватний музей мистецтва книги було відкрито в 1983 році. Фонди музею походять з приватної колекції бельгійського промисловця Мішеля Віттока. Приміщення музею споруджене за проектом архітектора Емманюеля де Каллатай. У 1996 році при музеї було відкрито читальний зал, де можна ознайомитися з багатою спеціальною бібліотекою, присвяченою палітурній справі, історії та мистецтву книги.

## Колекція
Колекція представлена в таких секціях:
Мистецтво книги
- Старовинні й сучасні палітурки: більше 3000 палітурок з XVI й до XXI століття, зібрані Мішелем Віттоком.
- Опис Єгипту (Description de l'Égypte), 23 томи
- Релігійні книги з колекції графа Грюнна (Grunne)
- Книги-мистецькі об’єкти

Архіви
- Листування Валера Жіля з бельгійськими письменниками об’єднання Молода Бельгія.
- Фонди Люсьєна Бонапарта

Іграшки для немовлят
- Унікальна колекція з 500 погремушок з найдавнішого часу й досьогодні – дар Іде Каммер (Idès Cammaert)

Бібліотека
- 20 000 томів спеціальної літератури

## Майстерня
У майстерні музею пропонуються курси для палітурників, присвячені палітурним роботам, реставрації книг та позолоченню зрізу книжки. 